# Зволиньский, Кшиштоф
Кшиштоф Зволин(ь)ски(й) (пол. Krzysztof Zwoliński; род. 2 января 1959, Крапковице, Опольское воеводство) — польский спринтер, победитель и призёр Кубков Европы, победитель Кубка мира, серебряный призёр летних Олимпийских игр 1980 года в Москве.

## Карьера
Основной дисциплиной, в которой Зволиньский добился всех своих самых больших успехов, была эстафета 4×100 метров. В 1977 году в Донецке он в составе сборной Польши стал бронзовым призёром чемпионата Европы среди юниоров. Победитель (1979, 1981) и бронзовый призёр (1983) розыгрышей Кубка Европы. Победитель розыгрыша Кубка мира 1981 года в Риме.
На Олимпиаде в Москве выступал в беге на 100 метров и эстафете 4×100 метров. В первой дисциплине Зволиньский не смог пробиться в финальную стадию соревнований, а во второй сборная Польши, в составе Зволиньского, Зенона Личнерского, Лешека Дунецкого и Мариана Воронина заняла второе место с результатом 38,33 с, уступив первенство сборной СССР (38,26 с).
В 1984 году на соревнования «Дружба-84» Зволиньский завоевал бронзу в эстафете 4×100 метров.